# P. J. Washington
Paul Jamaine „P. J.“ Washington Jr. (* 23. August 1998 in Louisville, Kentucky) ist ein US-amerikanischer Basketballspieler.

## Laufbahn
Washingtons Eltern Sherry und Paul spielten beide Basketball an der Middle Tennessee State University. Er gehörte als Schüler zunächst zur Mannschaft der texanischen Prime Prep Academy, dann der in Nevada angesiedelten Findlay College Prep. Zur Saison 2017/18 wechselte Washington an die University of Kentucky, er hatte sich gegen weitere Angebote von Hochschulen wie die University of North Carolina at Chapel Hill und die University of Nevada, Las Vegas entschieden. In zwei Jahren an der University of Kentucky stand er in 72 Spielen auf dem Feld und erzielte im Durchschnitt 12,9 Punkte sowie 6,6 Rebounds je Begegnung. Im Spieljahr 2018/19 war er mit 15,2 Punkten pro Partie bester Korbschütze der Mannschaft.
Washington verließ Kentucky nach zwei Jahren, um Profi zu werden und sich beim Draft-Verfahren der NBA einzuschreiben. Bereits im Frühjahr 2018 hatte er mit diesem Schritt geliebäugelt, seine Draft-Anmeldung dann aber zurückgezogen und sich für ein zweites Jahr an der Hochschule entschieden. Die Charlotte Hornets wählten Washington in erster Runde an zwölfter Stelle aus.
Im Februar 2024 wurde er an die Dallas Mavericks abgegeben.

### Nationalmannschaft
Im Juni 2015 gehörte Washington zur US-Mannschaft, die bei der U18-Weltmeisterschaft in der Basketballspielart „3-gegen-3“ antrat. Er kam dort auf den achten Rang. Mit der U18-Nationalmannschaft der Vereinigten Staaten in der herkömmlichen Spielform errang er bei der Amerikameisterschaft dieser Altersklasse im Jahr 2016 die Goldmedaille.